# Leptostrangalia rufimembris
Leptostrangalia rufimembris là một loài bọ cánh cứng trong họ Cerambycidae.